# Peugeot 3008 (2009)
La Peugeot 3008 I è la prima generazione della Peugeot 3008, un'autovettura di tipo crossover di fascia media, è stata prodotta dal 2009 al 2016 dalla casa automobilistica francese Peugeot. Una versione prevista per il solo mercato cinese viene ancora prodotta, sebbene in forma ristilizzata, per fornire a tale mercato un crossover economico in affiancamento al ben più raffinato 4008 II, entrato nel listino cinese proprio a partire dal 2016.

## Storia e profilo

### Genesi del modello
Pochissimo tempo dopo il lancio della Peugeot 308, la nuova Peugeot di segmento C, la Casa francese dichiarò di avere in programma un crossover-SUV sulla base della 308 stessa. Cominciarono quindi puntualmente a diffondersi i primi disegni più o meno attendibili sulla futura vettura. I più insistenti di questi ritraevano una vettura simile alla 308 SW (che tra l'altro non era ancora entrata in produzione, ma della quale erano già state diffuse le prime foto), ma con scudi paraurti in plastica grezza, maggiore altezza da terra e aspetto più off-road, proprio come si conviene a una vettura del genere.
Tutte queste congetture vennero smentite circa un anno dopo l'arrivo della 308, e precisamente al Salone dell'automobile di Parigi, quando venne svelato il prototipo Prologue, consistente in una versione quasi definitiva della 3008.

### Debutto
Con pochissime modifiche, la 3008 definitiva venne presentata al Salone dell'automobile di Ginevra del 2009. La sua commercializzazione, a metà dello stesso anno, divenne operativa in gran parte dei mercati europei.

### Linea e interni
La 3008 rappresenta il primo vero crossover della Peugeot; in listino era già presente il modello 4007, ma si tratta di un veicolo classificabile ancora come vero e proprio SUV. 

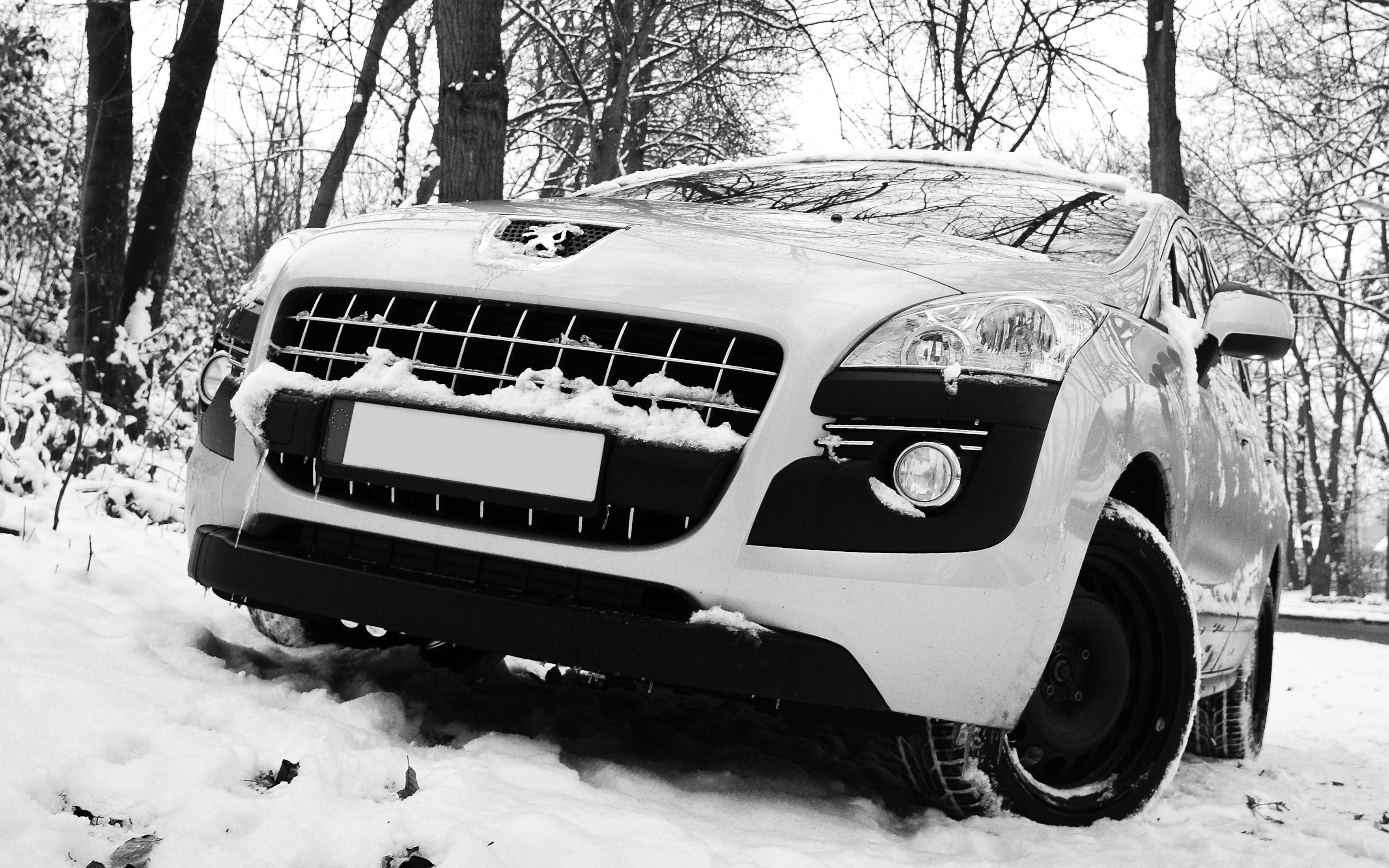
Dettaglio del frontale di una 3008

La sua particolare carrozzeria racchiude in un solo corpo vettura le caratteristiche di una berlina a 2 volumi, di una station wagon, di una monovolume e di un SUV. Questo incrocio di forme diverse di carrozzeria pone di fatto la vettura nel variegato gruppo dei crossover, in diretta concorrenza con la Nissan Qashqai e un anno più tardi anche con la Mitsubishi ASX, che ha debuttato a metà del 2010.
Pur distaccandosi stilisticamente dal resto della produzione Peugeot, la 3008 riprende comunque anche molti dei tratti che stilisticamente costituiscono il DNA della gamma della seconda metà degli anni 2000. Anteriormente sono evidenti la grande "bocca" frontale e i fari anteriori dal design aggressivo. I sottili gruppi ottici sovrastano l'alloggiamento dei fendinebbia, realizzato in plastica grezza. La parte posteriore è caratterizzata dal particolare design dei gruppi ottici posteriori, che sembrano un triangolo dai lati distorti, oppure, se si preferisce, una stella marina a tre soli bracci.

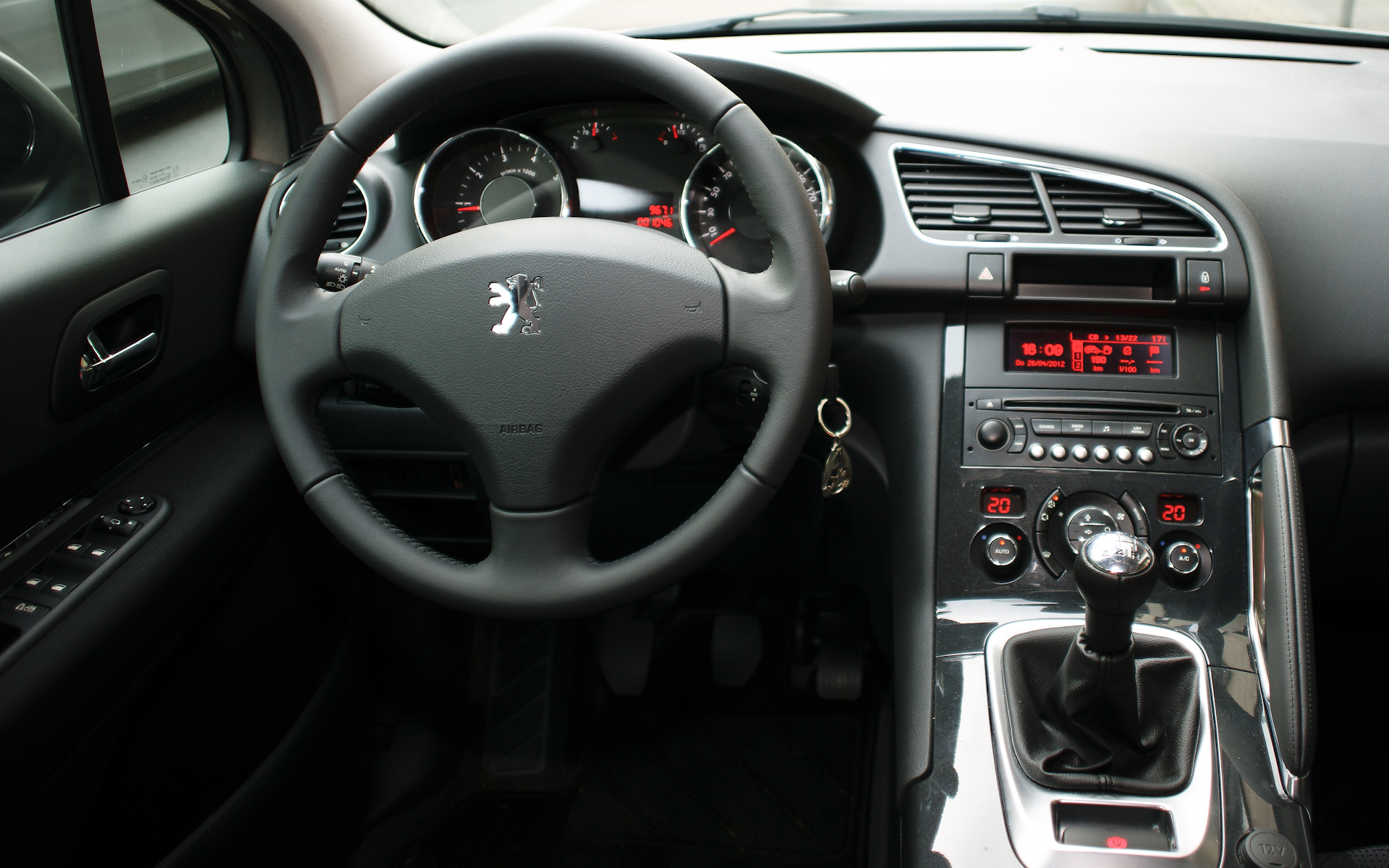
Posto guida di una 3008

L'abitacolo è abbastanza spazioso, anche se non ai vertici della categoria, ma ciò che colpisce è la seduta del posto guida, che non appare verticale e rialzata come in un SUV, ma piuttosto simile a quello di una berlina come potrebbe essere proprio la 308, e questo nonostante gli oltre dieci centimetri di altezza in più. Plancia e cruscotto sono rifiniti e l'elettronica di bordo include dispositivi come l'Head-Up Display, che proietta le principali informazioni sul parabrezza, e il Distance Alert, ossia un radar di prossimità che aiuta il conducente a rispettare la distanza di sicurezza dal veicolo che precede. L'abitabilità è buona, con pochi appunti, il più evidente dei quali sta nel divano posteriore che non può scorrere. Tra le altre particolarità c'è anche il maniglione di appiglio per il passeggero, situato sul lato destro del grosso tunnel centrale.
Il bagagliaio offre la possibilità di posizionare il piano di carico su tre diversi livelli; la volumetria del vano bagagli è variabile da 432 a 1.241 litri di capacità utile di carico ed è presente una ribaltina.

### Struttura e meccanica
La 3008 stata sottoposta ai crash test Euro NCAP, dove ha ottenuto il punteggio di 5 stelle. Per conseguire tale risultato, la struttura è stata progettata tenendo conto in primo luogo del fattore sicurezza automobilistica, in particolare quella passiva: gli elementi di assorbimento della scocca riescono a convogliare in maniera efficace i flussi di energia cinetica conseguenti a un impatto frontale, facendoli fluire dal muso alla coda. Più nello specifico, si è cercato di preservare l'incolumità degli occupanti anche nel caso di impatti devastanti. Inoltre, per evitare che la scocca stessa subisca danni a velocità medio-basse, sono stati introdotti degli elementi tubolari deformabili chiamati Bogé che, in caso di impatto, si deformano al posto dell'ossatura principale della scocca, evitando che quest'ultima subisca i danni maggiori.

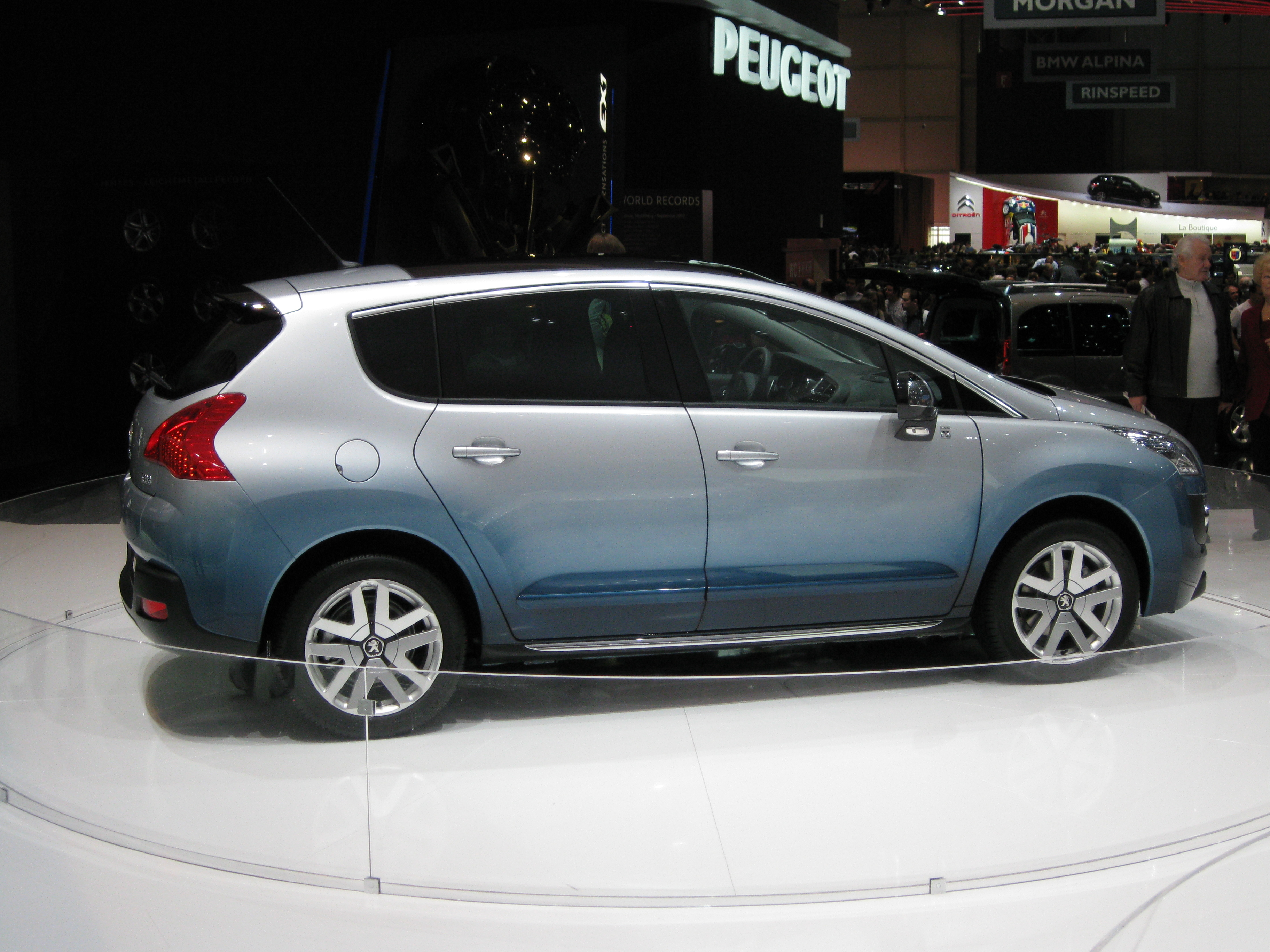
Linea laterale di una 3008

Altre importanti particolarità tecniche stanno nel telaio: la 3008 nasce sullo stesso pianale, oltre che della 308, della sua antenata, la 307 e della "cugina" Citroën C4, con le quali condivide gran parte della meccanica. Nonostante sia un crossover, i tecnici Peugeot hanno impostato la vettura in maniera tale da renderla simile a una vera berlina per guidabilità e maneggevolezza. Il problema principale dell'auto sta nel suo baricentro piuttosto alto, fattore che condiziona non poco la sua stabilità. Per questo motivo, il retrotreno è provvisto di un sistema denominato Dynamic Rolling Control (dall'inglese, "controllo dinamico del rollio"), un sistema consistente in una sorta di ammortizzatore trasversale che riduce il rollio in curva.
La 3008 è una vettura a trazione anteriore: per questo motivo non è adatta al fuoristrada impegnativo. Ma la sua altezza da terra, superiore di 4 cm rispetto alla 308, è stata voluta proprio per affrontare almeno i percorsi sterrati più semplici. Per conferirle un comportamento stradale adatto ai fondi di non immediata percorrenza da parte di una classica vettura a trazione anteriore, la 3008 è provvista di un sistema denominato Grip Control (dall'inglese, "controllo di aderenza"), che consiste in un dispositivo che gestisce l'intervento dell'ESP in funzione dell'aderenza del fondo. Può essere impostato su 5 modalità differenti: ESP normale, neve, fango, sabbia o con ESP disinserito.

### Motorizzazioni
Al suo debutto, la 3008 è stata proposta con quattro motorizzazioni, due a benzina e due turbodiesel common rail:
- 1.6 VTi: motore Prince da 1598 cm³, aspirato, con potenza massima di 120 CV;
- 1.6 THP: motore Prince da 1598 cm³, sovralimentato mediante turbocompressore Twin Scroll, della potenza massima di 150 CV;
- 1.6 HDi: motore DV6 da 1560 cm³, con potenza massima di 109 CV;
- 2.0 HDi: motore DW10 da 1997 cm³, con potenza massima di 150 CV.

Per quanto riguarda la trasmissione, a seconda delle versioni, sono disponibili quattro tipi di cambio: due manuali (a 5 marce per il 1.6 di base o a 6 marce per le restanti motorizzazioni), un automatico/sequenziale a 6 marce (solo per la 2.0 HDi da 163 CV) e un robotizzato 2Tronic a 6 marce (solo per la 1.6 HDi 2Tronic).

### Livelli di allestimento
I livelli di allestimento sono quattro:
- Premium, riservato al 1.6 aspirato a benzina e al 1.6 HDi;
- Tecno, disponibile per tutte le motorizzazioni;
- Outdoor, disponibile per tutte le motorizzazioni a eccezione del 1.6 VTi di base;
- Business, riservato alle sole motorizzazioni a gasolio, con cambio manuale o di altro tipo.

## Evoluzione della gamma

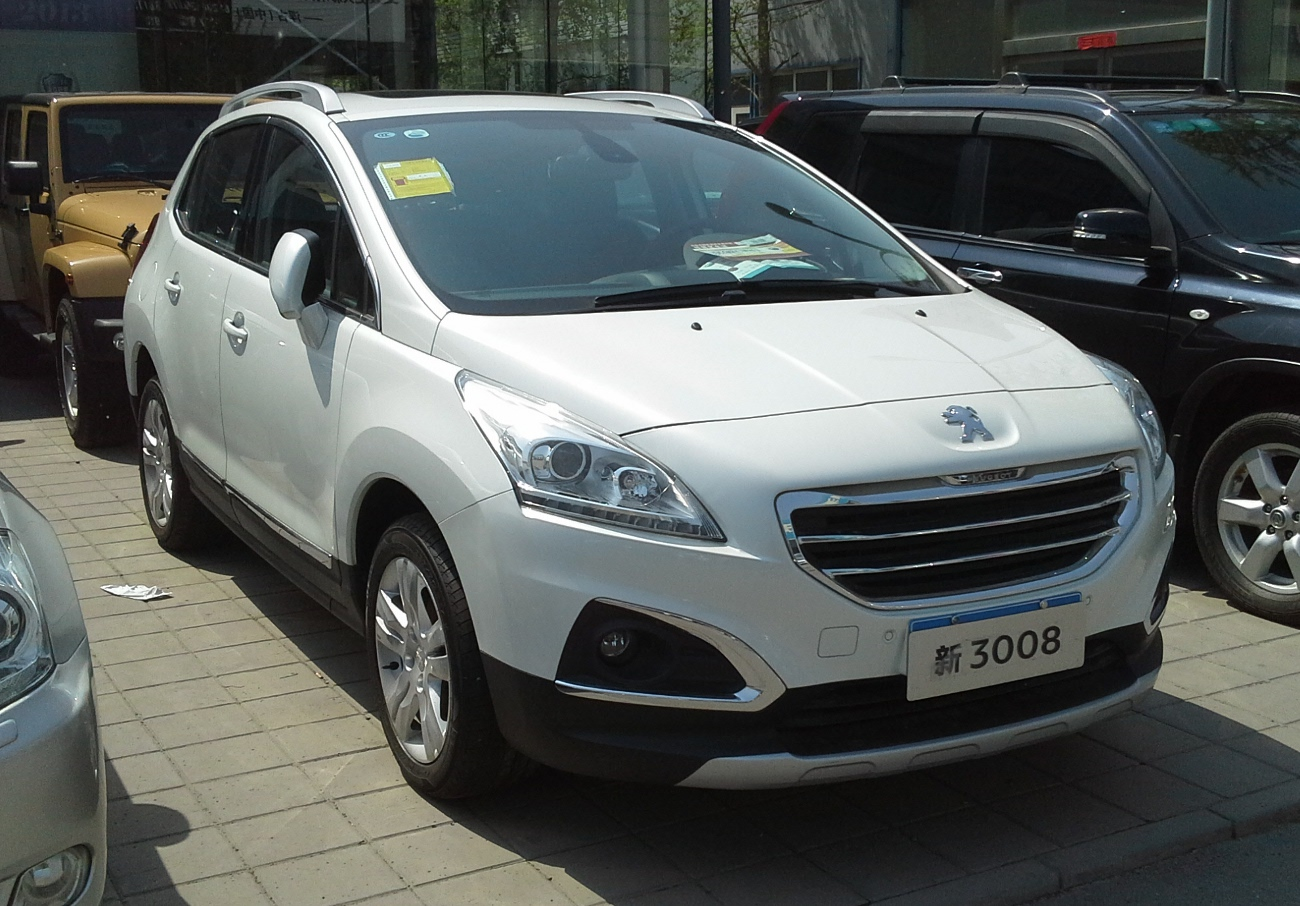
La Peugeot 3008 ristilizzata per il mercato cinese

Pochi mesi dopo il lancio, il 2 litri HDi viene reso disponibile anche con potenza massima di 163 CV. Sempre entro la fine del 2009, a pochi mesi dal debutto, il motore benzina 1.6 THP viene portato a 156 CV di potenza massima e reso in grado di soddisfare la normativa Euro 5. Nella seconda metà del 2010 il 1.6 HDi subisce un leggero incremento di potenza e passa da 109 a 112 CV. Un anno dopo, alla fine dell'estate 2011, viene invece introdotta la 3008 1.6 e-HDi, dotata del 1.6 turbodiesel common rail da 112 CV, ma con implementato il dispositivo Stop&Start di nuova generazione. Tale tipologia di motore, denominata e-HDi, contribuisce sensibilmente alla riduzione dei consumi e delle emissioni nocive. Nello stesso periodo entra in listino anche la 3008 Hybrid4 che vanta il primato di essere la prima vettura ibrida a doppio motore diesel/elettrico.
Il 23 novembre 2012 al Salone di Canton in Cina, è stata presentata una versione ristilizzata della 3008, che però non verrà commercializzata in Europa. L'aggiornamento prevedeva un restyling del frontale, in particolar modo nella nuova calandra trapezoidale di dimensioni più contenute, nel paraurti e nei fari, che presero a sfoggiare la tecnologia a led.

### Restyling 2013

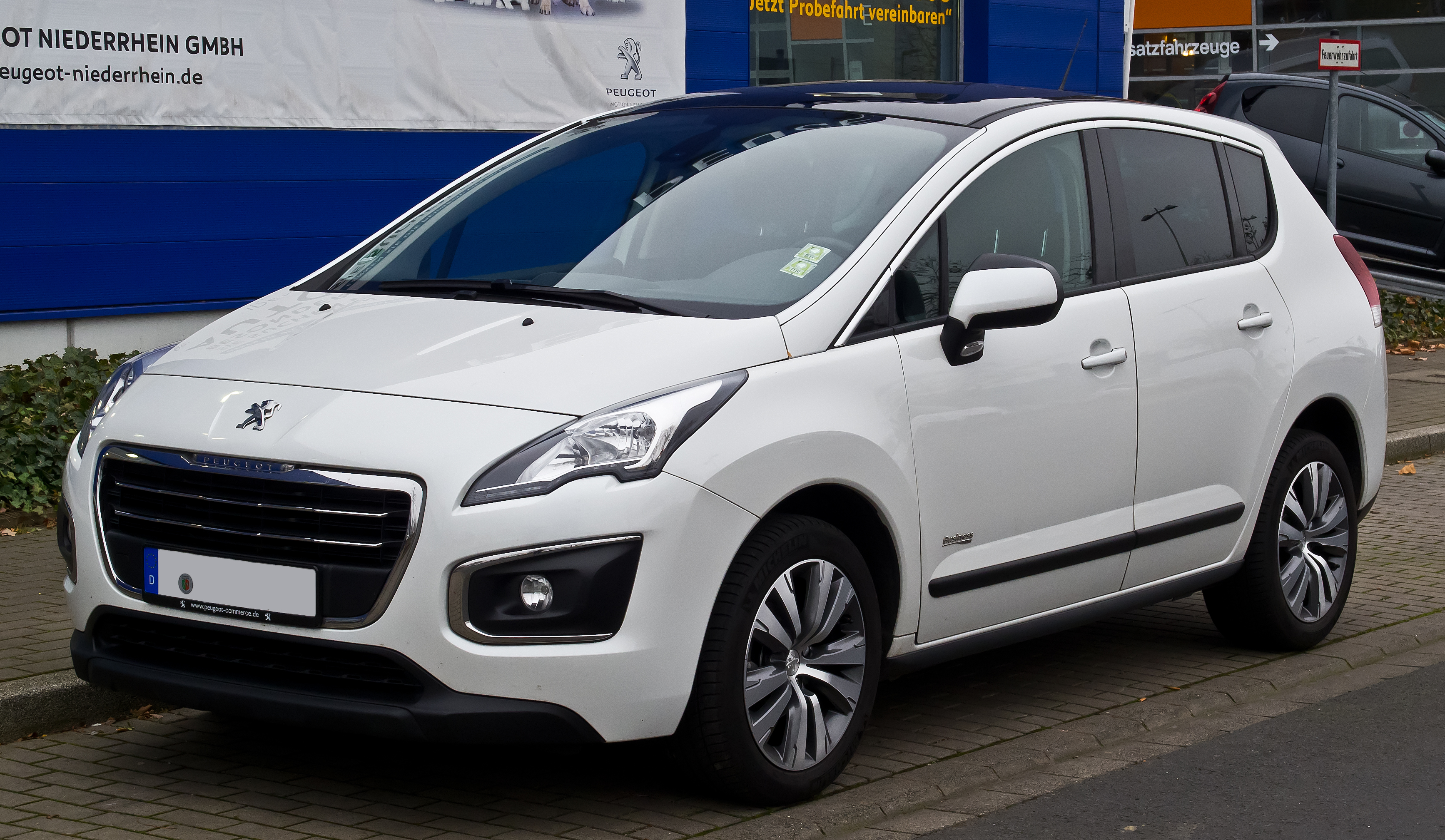
La 3008 dopo il restyling del 2013

A partire dal novembre 2013 un altro restyling caratterizzò la versione prevista per l'Europa, presentato già due mesi prima al Salone di Francoforte: l'aggiornamento riguardò soprattutto la parte frontale dell'auto: la mascherina, dapprima composta da una griglia piuttosto squadrata, divenne più piccola e arrotondata, mentre i gruppi ottici vennero completamente sostituiti attenendosi alla nuova mascherina. Essi furono ridisegnati e più concavi nel lato inferiore. Praticamente immutata la gamma motori.
Nella primavera del 2015, sotto il cofano della 3008 debutta il piccolo tricilindrico 1.2 della famiglia EB, nella versione turbo da 131 CV. Contemporaneamente esce dai listini il 1.6 Prince aspirato da 120 CV, mentre solo per alcuni mercati rimane il 1.6 turbo benzina, portato però da 156 a 165 CV. Sul fronte dei diesel, fanno il loro debutto i nuovi motori BlueHDi da 1,6 e 2 litri che sostituiscono i precedenti diesel. In Cina, intanto, la 3008 locale riceve un nuovo aggiornamento estetico, distinguibile maggiormente nel paraurti anteriore.

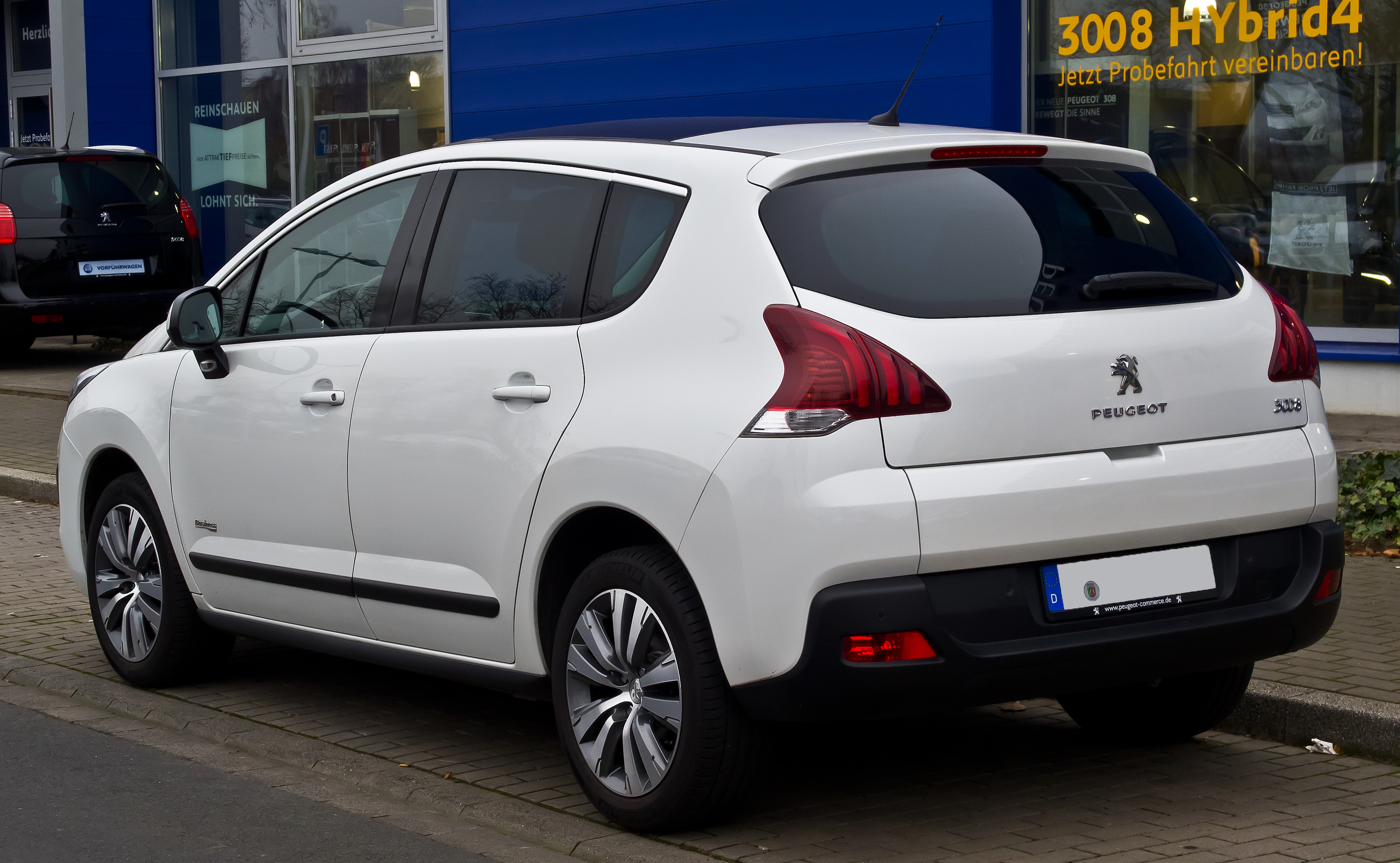
Posteriore di una 3008 Restyling 2013

Nella prima metà del 2016, mentre la stampa specializzata comincia a far trapelare le prime notizie riguardanti la seconda generazione della 3008, la crossover francese prodotta fino a quel momento si avvia verso la fine della sua carriera commerciale: la produzione termina all'inizio di agosto del 2016. 
Una variante prevista per il mercato cinese continuò tuttavia a essere prodotta nel Paese asiatico dopo essere stata sottoposta a un restyling  piuttosto evidente che consistette nella comparsa di nuovi fari anteriori dal disegno più affilato e da una nuova calandra più verticale e simile a quella delle 2008 appena giunte al loro restyling. Tale versione fu voluta in affiancamento alla nuova 4008 II per proporre un crossover più economico rispetto alla 4008 II stessa.

### La Hybrid 4

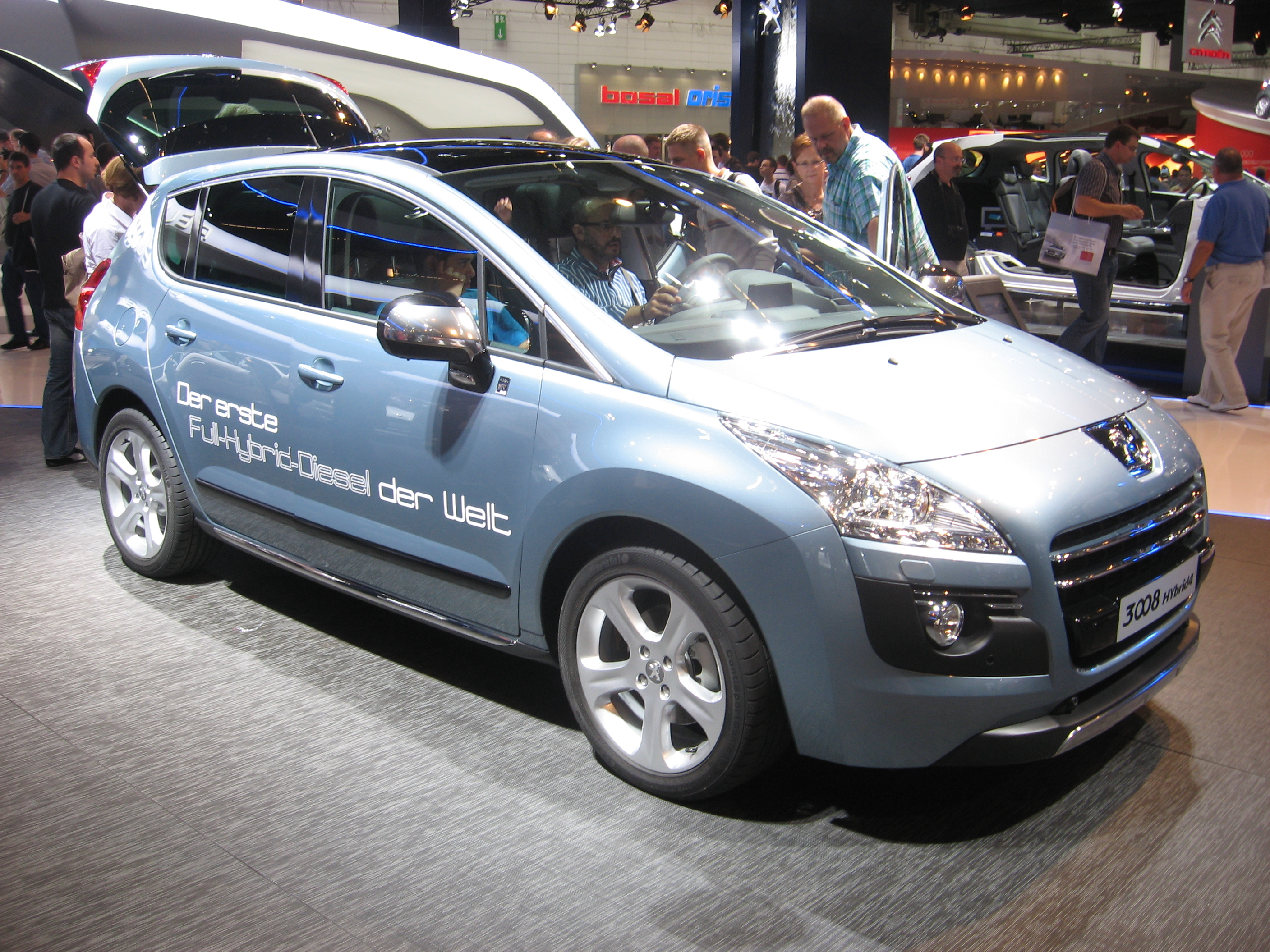
Una 3008 Hybrid4 alla sua presentazione definitiva a Francoforte nel settembre 2011

Il modello più particolare della gamma 3008 è quello commercializzato con il nome di Hybrid4, presentato al Salone di Francoforte nel settembre 2011, dopo essere stato mostrato in veste di prototipo in altri Saloni precedenti, risalendo fino al 2009. Si tratta in effetti del primo ibrido di serie al mondo in cui il motore endotermico utilizzato è un motore diesel e non un benzina. Infatti, al 2 litri turbodiesel common rail da 163 CV utilizzato anche nella normale produzione 3008 è stato accoppiato un motore elettrico trifase da 37 CV, per un totale di 200 CV. Un'altra particolarità sta anche nel fatto che mentre il motore diesel aziona le ruote anteriori, quello elettrico aziona le ruote posteriori, facendo della Hybrid4 la sola 3008 a trazione integrale, comunque sia non permanente. Infatti, come in tutti i modelli ibridi, il funzionamento dei due motori è alternato. Il motore elettrico agisce nelle partenze da fermo, per fornire ausilio a quello diesel, oppure nei cambi di marcia per uniformare ed evitare gli strappi. Può anche essere utilizzato da solo, ma l'autonomia è molto limitata, fino ad un massimo di 5 km. Per avere una vera trazione integrale, occorre, tramite un selettore a manopola, innestare una modalità di marcia (denominata 4WD) che mette sempre in funzione entrambi i motori in simultanea. Solo in tale situazione, la 3008 Hybrid4 diventa realmente a trazione integrale. Lo stesso commutatore che permette l'innesto di questa modalità permette anche di scegliere tra la modalità completamente elettrica ZEV e una modalità detta Sport, in cui la vettura acquista un temperamento più brillante e riesce a consumare lo scatto da 0 a 100 km/h in soli 8"5.
Il cambio utilizzato è di tipo robotizzato a 6 marce: per il resto, la 3008 Hybrid4 presenta poche differenze esterne con le altre 3008. Tra queste vanno citate la calandra a listelli cromati (nei prototipi precedenti era a griglia come nelle altre 3008) e il vano di carico dalla capienza più ridotta a causa della presenza delle batterie e del motore elettrico, tutti sistemati posteriormente. La perdita di capienza si attesta intorno ai 70 litri, facendo sì che la 3008 Hybrid4 abbia una capacità dichiarata di 362 litri contro i 432 delle 3008 normali.
La carriera della Hybrid4 termina nella primavera del 2016: si tratta del primo modello della gamma a uscire di scena in questa fase terminale della commercializzazione della 3008.

## Riepilogo caratteristiche
Di seguito vengono riportati i dati principali relativi alle varie versioni, previste in Europa, della gamma della prima generazione della 3008. I prezzi riportati fanno riferimento al livello di allestimento meno costoso ed al momento del debutto nel mercato italiano:
| Versione                                                                                     | Motore                   | Cilindrata cm³     | Alimentazione                        | Potenza max CV/rpm | Coppia max Nm/rpm   | Cambio/ n°marce    | Massa a vuoto (kg) | Velocità max       | Accelerazione 0–100 km/h | Consumo medio (l/100 km) | Emissioni CO2 g/km | Anni di produzione |
| Versioni a benzina                                                                           | Versioni a benzina       | Versioni a benzina | Versioni a benzina                   | Versioni a benzina | Versioni a benzina  | Versioni a benzina | Versioni a benzina | Versioni a benzina | Versioni a benzina       | Versioni a benzina       | Versioni a benzina | Versioni a benzina |
| -------------------------------------------------------------------------------------------- | ------------------------ | ------------------ | ------------------------------------ | ------------------ | ------------------- | ------------------ | ------------------ | ------------------ | ------------------------ | ------------------------ | ------------------ | ------------------ |
| 1.2 PureTech                                                                                 | EB2DTS                   | 1199               | Iniezione diretta + turbocompressore | 131/5000           | 230/1750            | Manuale 5 marce    | 1.400              | 195                | 11"7                     | 5,3                      | 123                | 03/2015-07/2016    |
| 1.6 16v VTi                                                                                  | EP6                      | 1598               | Aspirato iniezione indiretta         | 120/6000           | 160/4250            | Manuale 5 marce    | 1.399              | 185                | 11"8                     | 7,1                      | 159                | 2009-15            |
| 1.6 16v THP                                                                                  | EP6DT                    | 1598               | Iniezione diretta + turbocompressore | 150/5800           | 240/ 1400-5000      | Manuale 6 marce    | 1.459              | 201                | 8"9                      | 7,3                      | 169                | 03/2009-10/2009    |
| 1.6 16v THP                                                                                  | EP6CDT                   | 1598               | Iniezione diretta + turbocompressore | 156/6000           | 240/ 1400-5000      | Manuale 6 marce    | 1.459              | 202                | 8"9                      | 7,1                      | 167                | 2009-15            |
| 1.6 16v THP                                                                                  | EP6FDT                   | 1598               | Iniezione diretta + turbocompressore | 165/6000           | 240/ 1400-3500      | Manuale 6 marce    | 1.450              | 196                | 9"6                      | 6                        | 138                | 2015-161           |
| Versioni a gasolio                                                                           |                          |                    |                                      |                    |                     |                    |                    |                    |                          |                          |                    |                    |
| 1.6 16v HDi                                                                                  | DV6TED4                  | 1560               | Turbodiesel common rail              | 109/4000           | 240/1750            | Manuale 6 marce    | 1.425              | 180                | 12"2                     | 5,3                      | 137                | 2009-10            |
| 1.6 16v HDi                                                                                  | DV6C                     | 1560               | Turbodiesel common rail              | 114/3500           | 270/1750            | Manuale 6 marce    | 1.421              | 181                | 12"2                     | 5,2                      | 135                | 2010-15²           |
| 1.6 16v HDi 2Tronic                                                                          | DV6TED4                  | 1560               | Turbodiesel common rail              | 109/4000           | 240/1750            | R/6                | 1.425              | 180                | 12"2                     | 4,9                      | 130                | 2009-10            |
| 1.6 16v HDi 2Tronic                                                                          | DV6C                     | 1560               | Turbodiesel common rail              | 114/3500           | 270/1750            | R/6                | 1.421              | 181                | 12"2                     | 4,8                      | 128                | 2010-11            |
| 1.6 16v e-HDi                                                                                | DV6C e-HDi               | 1560               | Turbodiesel common rail + Stop&Start | 114/3500           | 270/1750            | R/6                | 1.423              | 183                | 12"6                     | 4,7                      | 122                | 2011-14            |
| 1.6 BlueHDi                                                                                  | DV6FC                    | 1560               | Turbodiesel common rail              | 120/3500           | 300/1750            | AS/6               | 1.470              | 181                | 12"4                     | 4,3                      | 112                | 2015-16            |
| 2.0 16v HDi (150CV)                                                                          | DW10                     | 1997               | Turbodiesel common rail              | 150/3750           | 340/2000            | Manuale 6 marce    | 1.529              | 195                | 9"7                      | 5,6                      | 146                | 2009-15            |
| 2.0 BlueHDi                                                                                  | DW10FD                   | 1997               | Turbodiesel common rail              | 150/4000           | 370/2000            | Manuale 6 marce    | 1.530              | 195                | 9"7                      | 4,4                      | 114                | 2015-16            |
| 2.0 16v HDi (163CV)                                                                          | DW10C                    | 1997               | Turbodiesel common rail              | 163/3750           | 340/2000            | AS/6               | 1.539              | 190                | 10"6                     | 6,8                      | 176                | 2009-15            |
| Versioni ibride                                                                              |                          |                    |                                      |                    |                     |                    |                    |                    |                          |                          |                    |                    |
| Hybrid4                                                                                      | DW10C + motore elettrico | 1997               | turbodiesel common rail              | 163/3850 + 37/2500 | 300/1750 + 200/1290 | R/6                | 1.660              | 191                | 8"5                      | 4                        | 104                | 2011-16            |
| Note: 1Non per il mercato italiano ²Dal 2015 solo per alcuni mercati tra cui quello italiano |                          |                    |                                      |                    |                     |                    |                    |                    |                          |                          |                    |                    |